# 马克波罗探测器
马可波罗探测器（Marco Polo）是一项提出在2005年至2015年间执行的太空任务概念，它将从近地小行星表面取样返回地球，以在实验室进行详细研究。该设想最初是由所合作的日本宇宙航空研究开发机构向欧洲空间局提出。在2007年至2015年期间，该概念在宇宙愿景计划“M”中级任务竞逐中四次落选。

## 概述
马可波罗号的任务概念旨在探访一颗小行星，并取样返回地球进行实验室分析。最初是由欧洲航天局与日本宇宙航空研究开发机构研究合作，后者称之为隼鸟Mk2号。2007年6月，马可波罗号在宇宙愿景计划评选中首遭淘汰，但在2007年11月，又被列为作进一步的评估研究项目。
“原位”调查和样本分析将有助于提高对小型近地天体物理和化学性质的了解，据信这种天体保留了形成行星的太阳星云原始成分。因此，它将为行星形成模型提供一些约束条件以及有关生命成分如何被带至地球的信息。有关的物理结构信息将有助于确定解决潜在威胁对象的有效策略。
小天体作为太阳系形成过程中遗剩的原始物，提供了46亿年前形成行星的化学混合物线索。当前有关生命起源的外生生物学设想引发了早期地球有机化合物的外源性输入猜测。有人提出碳质球粒陨石物质（以星子或尘埃的形式）带来的复杂有机分子，可能触发了早期地球上生物化合物前体的合成。此外，近地天体与地球的碰撞对生命只构成有限程度危害。基于以上种种原因，因此，对此类天体的探索特别重要和紧迫。
马可波罗提案得到了全世界400多名科学家的支持。这一概念曾参选过中1、中2、中3和中4号任务，但四次都遭落选。

## 主要目标
马可波罗号任务的主要科学目标是从近地天体（NEO）取回未受改变的物质，以便在地面实验室进行分析，并获取无人航天器尚无法进行的测量：
1. 表面形态属性
2. 环境条件（如尘埃、重力场）
3. 质量、体积和松密度
4. 矿物成分
5. 地表（以及地下）矿物和热物理性质（热惯性、传导率、扩散性和黏合性）
6. 表面元素组成与分布
7. 天体内部结构特性
8. 全球地形
9. 挥发物丰度
10. 搜寻有机化合物

### 其他目标
该任务将允许：
- 测定目标天体的物理和化学性质，这类天体代表了类地行星的组成部分。
- 确认目标天体形成过程中的主要影响事件（例如聚积、变热、水蚀变、太阳风交互作用…）。
- 测定目标天体的元素和矿物属性以及在地表地质环境中的变化。
- 寻找陨石样本中未知的太阳形成前物质。
- 调查目标天体上有机化合物的来源和性质。
- 了解微陨星撞击在地球生命起源和进化中的作用。

## 马可波罗-R和马可波罗-2D
马可波罗号前两次落选是欧洲航天局宇宙愿景计划中的“中1和中2号”任务竞选，这两项任务原定于2018年和2020年发射。后来马可波罗号任务重命名为马可波罗-R并重新提交，然而在2014年的“中3号”任务选拨中再次失利。随后，该任务又更名为马可波罗-2D并重新提交，以争夺“中4号”任务机会，但在2015年3月的第一轮评审中就遭淘汰。
探访小行星龙宫任务的基本方案包括使用一艘联盟型运载航天器发射升空，可能携带着陆器、取样装置、返回舱及探测设备。着陆器将进行软着陆，停泊在小行星表面，并对采样点附近的地表/地下材料进行各种“现场”测量。将采用一种或多种技术手段采集样本。一旦完成采样和“现场”测量，运载航天器将开始返回地球，并释放返回舱，高速重返地球大气层。经过适当的隔离检疫和灭菌程序后，将在专用的样品管理设施中从降落舱中取出样品，进行初步样品检查，然后再将其分发给指定的科学家进行详细分析。

## 拟议的目标
马可波罗号概念的一些拟议目标是：
- C型小行星龙宫和1989 UQ
- 原始小行星D型2001 SG286和T型2001 SK162
- （341843）EV5
- 休眠彗星威尔逊-哈林顿（1979 VA），它可以提供关于小行星和彗星之间未知联系的了解；
- 原始的C型双星小行星1996 FG3，可以提供对双星形成过程的了解。

## 拟议的设备
搭载的探测设备将包括高分辨率成像系统、可见光和红外光谱仪、光学雷达和尘埃监测器。这些仪器将在接近、悬停和下降阶段操作，用于科学探测、降落点选择和航天器近地机动时安全。着陆器也安装有测量“现场”特征的探测仪器（如特写相机、全景相机、电子显微镜、X射线衍射仪、挥发性探测仪、微量天平、质谱仪）。着陆器上的仪器将通过自动或地球指令“原位”操作，些仪器还可以描述取样现场的位置和表面环境。

## 另请查看
- 回声号
- 阁楼号
- 近地天体
- 威尔逊-哈灵顿小行星